# メタモル・パニック DOKI DOKI 妖魔バスターズ!!
『メタモル・パニック D♥KI D♥KI 妖魔バスターズ!!』（メタモル・パニック ドキドキ ようまバスターズ!!）は、1995年12月22日に、ファミリーソフトより発売された、プレイステーション用アドベンチャーRPGである。ビジュアルモード・マップモード・戦闘モードの3つからなる。2010年12月22日よりゲームアーカイブスにて配信開始。レイティングはCERO：B（12才以上対象）。

## あらすじ
平凡な少年ある日、高見沢柾樹は魔王と称される伝説の妖魔の封印を誤ってといてしまい、柾樹の幼馴染である篠原亜衣と神谷勇希がその妖魔によって動物の姿にされてしまった。
魔王を倒して二人の呪いを解くべく、魔狩人の末裔・逢魔幻人の力を借りながら、四人は町内を奔走するのであった。

## 登場人物
高見沢柾樹
声：坂口大助
本作の主人公である高校2年生。超めんどうくさがりやの上、ドジで軟派な主人公。 勇希に密かに淡い想いを寄せている。
女の子とハンバーガーが好き。
篠原亜衣
声：冬馬由美
柾樹のイトコで同級生。極端に面倒見が良く、何でもそつこなす才色兼備のお嬢様。情けない性格のイトコ・柾樹の保護者がわりを務めている。ある日、伝説の妖魔によってオウムにされる。初めはオウムになったり人間になったりと安定しなかったが、ゲーム後半から呪いの制御に成功し、鷲にパワーアップする。
神谷勇希
声：久川綾
ややこしい事が苦手な下町育ちの明朗快活で純粋な女の子。柾樹とは幼馴染みだが、さしたる恋愛感情は抱いてはいない。
ある日、伝説の妖魔によって猫にされる。亜衣同様呪いの制御に苦心していたが、ゲーム後半から呪いの制御に成功し、虎にパワーアップする。
逢魔幻人
声：緑川光
太古の昔より、人々に知れることなく妖魔を闇に葬ることを生業としてきた魔狩人の末裔。一族の中でも超一流の腕を持ち、正義感も強い。